# Elefántcsontpart az 1988. évi nyári olimpiai játékokon
Elefántcsontpart a dél-koreai Szöulban megrendezett 1988. évi nyári olimpiai játékok egyik részt vevő nemzete volt. Az országot az olimpiai játékokon 5 sportágban 28 sportoló képviselte, akik érmet nem szereztek.

## Atlétika
Férfi
| Versenyző                                                                                     | Versenyszám     | Előfutam | Előfutam | Előfutam | Negyeddöntő | Negyeddöntő | Negyeddöntő | Elődöntő | Elődöntő | Elődöntő | Döntő   | Döntő    |
| Versenyző                                                                                     | Versenyszám     | Idő      | Hely.    | Össz.    | Idő         | Hely.       | Össz.       | Idő      | Hely.    | Össz.    | Idő     | Helyezés |
| --------------------------------------------------------------------------------------------- | --------------- | -------- | -------- | -------- | ----------- | ----------- | ----------- | -------- | -------- | -------- | ------- | -------- |
| Gabriel Tiacoh                                                                                | 400 m           | 47,19    | 3.       | 41.      | 45,49       | 5.          | 20.         | kiesett  | kiesett  | kiesett  | kiesett | kiesett  |
| Akissi Kpidi René Djédjémél Djétenan Kouadio Gabriel Tiacoh Lancine Fofana Anatole Zongo Kuyo | 4 × 400 m váltó | 3:07,40  | 5.       | 12.      |             |             |             | 3:07,15  | 6.       | 12.      | kiesett | kiesett  |

Női
| Versenyző        | Versenyszám | Előfutam | Előfutam | Előfutam | Negyeddöntő | Negyeddöntő | Negyeddöntő | Elődöntő | Elődöntő | Elődöntő | Döntő   | Döntő    |
| Versenyző        | Versenyszám | Idő      | Hely.    | Össz.    | Idő         | Hely.       | Össz.       | Idő      | Hely.    | Össz.    | Idő     | Helyezés |
| ---------------- | ----------- | -------- | -------- | -------- | ----------- | ----------- | ----------- | -------- | -------- | -------- | ------- | -------- |
| Céléstine N’Drin | 400 m       | 52,48    | 4.       | 12.      | 52,04       | 5.          | 17.         | kiesett  | kiesett  | kiesett  | kiesett | kiesett  |
| Marie Womplou    | 400 m gát   | 57,35    | 5.       | 25.      |             |             |             | kiesett  | kiesett  | kiesett  | kiesett | kiesett  |

| Versenyző     | Versenyszám | Selejtező | Selejtező | Döntő    | Döntő    |
| Versenyző     | Versenyszám | Eredmény  | Helyezés  | Eredmény | Helyezés |
| ------------- | ----------- | --------- | --------- | -------- | -------- |
| Lucienne N’Da | Magasugrás  | 175 cm    | 24.       | kiesett  | kiesett  |

## Kajak-kenu
Férfi
| Versenyző                   | Versenyszám        | Előfutam | Előfutam | Előfutam | Vigaszág | Vigaszág | Vigaszág | Elődöntő | Elődöntő | Elődöntő | Döntő   | Döntő    |
| Versenyző                   | Versenyszám        | Idő      | Hely.    | Össz.    | Idő      | Hely.    | Össz.    | Idő      | Hely.    | Össz.    | Idő     | Helyezés |
| --------------------------- | ------------------ | -------- | -------- | -------- | -------- | -------- | -------- | -------- | -------- | -------- | ------- | -------- |
| Melagne Lath Kouame N’Douba | Kajak kettes 500 m | 1:47,88  | 6.       | 20.      | 1:55,65  | 6.       | 12.      | kiesett  | kiesett  | kiesett  | kiesett | kiesett  |

## Kézilabda

### Női
| Elefántcsontparti női kézilabdacsapat-játékoskeret                                                                    | Elefántcsontparti női kézilabdacsapat-játékoskeret                                                               |
| --- | --- |
| - Adjoua N’Dri - Alimata Douamba - Brigitte Guigui - Clementine Blé - Dounbia Bah - Elisabeth Kouassi - Emilie Djoman | - Gouna Irie - Hortense Konan - Julienne Vodoungbo - Koko Elleingand - Mahoula Kramou - Wandou Guehi - Zomou Awa |

#### Eredmények
Csoportkör
B csoport
| Csapat                 | M | Gy | D | V | G+ | G–  | Gk  | P |
| ---------------------- | - | -- | - | - | -- | --- | --- | - |
| Szovjetunió (URS)      | 3 | 2  | 1 | 0 | 75 | 49  | +26 | 5 |
| Norvégia (NOR)         | 3 | 2  | 1 | 0 | 75 | 53  | +22 | 5 |
| Kína (CHN)             | 3 | 1  | 0 | 2 | 76 | 58  | +18 | 2 |
| Elefántcsontpart (CIV) | 3 | 0  | 0 | 3 | 37 | 103 | –66 | 0 |

| 1988. szeptember 21. 15:30 | Norvégia (NOR) | 34–14 | Elefántcsontpart (CIV) |  |
| 1988. szeptember 21. 15:30 | (15–8)         |       |                        |  |
| 1988. szeptember 21. 15:30 |                |       |                        |  |

| 1988. szeptember 23. 11:30 | Szovjetunió (URS) | 32–11 | Elefántcsontpart (CIV) |  |
| 1988. szeptember 23. 11:30 | (14–7)            |       |                        |  |
| 1988. szeptember 23. 11:30 |                   |       |                        |  |

| 1988. szeptember 25. 15:30 | Kína (CHN) | 37–12 | Elefántcsontpart (CIV) |  |
| 1988. szeptember 25. 15:30 | (20–4)     |       |                        |  |
| 1988. szeptember 25. 15:30 |            |       |                        |  |

Az 5–8. helyért
| Csapat                 | M | Gy | D | V | G+ | G– | Gk  | P |
| ---------------------- | - | -- | - | - | -- | -- | --- | - |
| Csehszlovákia (TCH)    | 3 | 3  | 0 | 0 | 93 | 52 | +41 | 6 |
| Kína (CHN)             | 3 | 2  | 0 | 1 | 89 | 60 | +29 | 4 |
| Egyesült Államok (USA) | 3 | 1  | 0 | 2 | 68 | 80 | –12 | 2 |
| Elefántcsontpart (CIV) | 3 | 0  | 0 | 3 | 40 | 98 | –58 | 0 |

| 1988. szeptember 27. 14:00 | Elefántcsontpart (CIV) | 12–34 | Csehszlovákia (TCH) |  |
| 1988. szeptember 27. 14:00 | (5–16)                 |       |                     |  |
| 1988. szeptember 27. 14:00 |                        |       |                     |  |

| 1988. szeptember 29. 10:00 | Elefántcsontpart (CIV) | 16–27 | Egyesült Államok (USA) |  |
| 1988. szeptember 29. 10:00 | (6–14)                 |       |                        |  |
| 1988. szeptember 29. 10:00 |                        |       |                        |  |

| Csapat                 | Helyezés |
| ---------------------- | -------- |
| Elefántcsontpart (CIV) | 8.       |

## Ökölvívás
| Versenyző       | Versenyszám  | Selejtező                          | 32-es főtábla     | Nyolcaddöntő      | Negyeddöntő       | Elődöntő          | Döntő             | Helyezés |
| Versenyző       | Versenyszám  | Ellenfél Eredmény                  | Ellenfél Eredmény | Ellenfél Eredmény | Ellenfél Eredmény | Ellenfél Eredmény | Ellenfél Eredmény | Helyezés |
| --------------- | ------------ | ---------------------------------- | ----------------- | ----------------- | ----------------- | ----------------- | ----------------- | -------- |
| Bakary Fofana   | Pehelysúly   | Jamada Vataru (JPN) · RSC          | kiesett           | kiesett           | kiesett           | kiesett           | kiesett           | 33.      |
| Kouassi Kouassi | Kisváltósúly | Rashi Ali Hadj Matumla (TAN) · RSC | kiesett           | kiesett           | kiesett           | kiesett           | kiesett           | 33.      |

RSC – a mérkőzésvezető megállította a mérkőzést

## Tenisz
Férfi
| Versenyző       | Versenyszám | 64-es főtábla                                 | 32-es főtábla     | Nyolcaddöntő      | Negyeddöntő       | Elődöntő          | Döntő             | Helyezés |
| Versenyző       | Versenyszám | Ellenfél Eredmény                             | Ellenfél Eredmény | Ellenfél Eredmény | Ellenfél Eredmény | Ellenfél Eredmény | Ellenfél Eredmény | Helyezés |
| --------------- | ----------- | --------------------------------------------- | ----------------- | ----------------- | ----------------- | ----------------- | ----------------- | -------- |
| Clément N’Goran | Egyes       | Andrew Castle (GBR) · 7–6, 6–3, 2–6, 6–7, 5–7 | kiesett           | kiesett           | kiesett           | kiesett           | kiesett           | 33.      |